# 喬爾諾利茲齊
48°49′56″N 24°54′0″E / 48.83222°N 24.90000°E
喬爾諾利茲齊（烏克蘭語：Чорнолізці），是烏克蘭西部的村莊，隸屬伊萬諾-弗蘭科夫斯克州的伊萬諾-弗蘭科夫斯克區。該村始建於1390年，面積21.7平方公里，2001年人口3,097，人口密度每平方公里142.5人。